# Hinter Fiescherhorn
L'Hinter Fiescherhorn o Hinteres Fiescherhorn (4.025 m s.l.m.) è una montagna delle Alpi Bernesi che si trova nello svizzero Canton Vallese.
Poco più a nord si trova il Gross Fiescherhorn.

## Caratteristiche

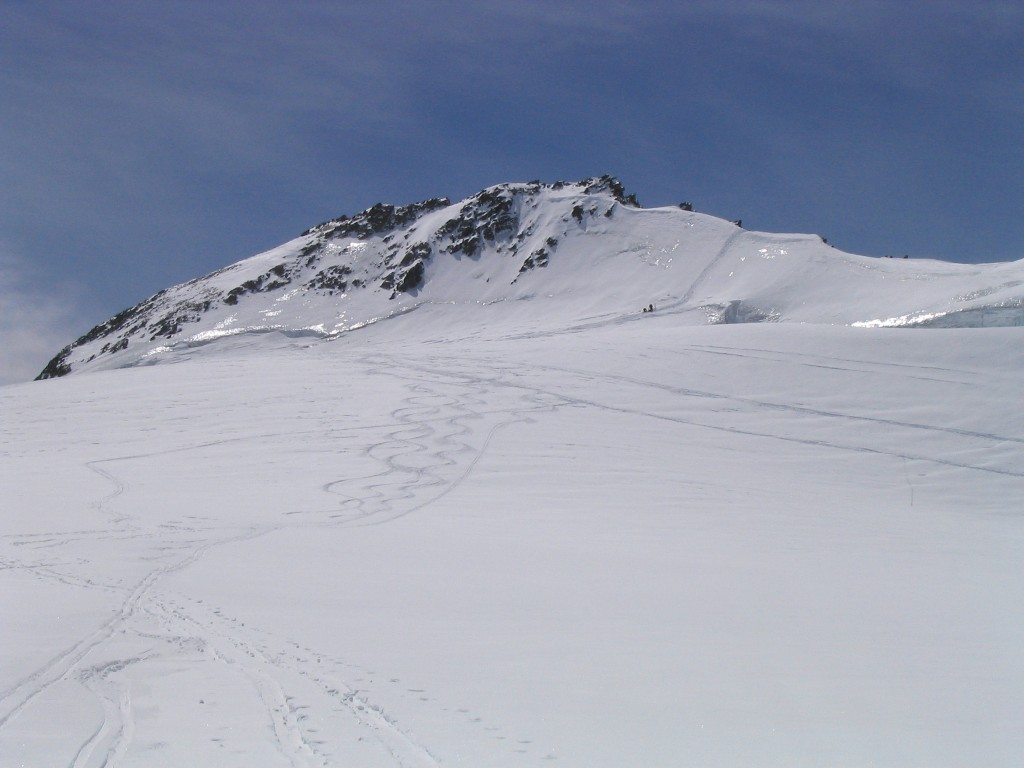
La montagna vista da nord-est.

Viene considerato il fratello minore del più appariscente Gross Fiescherhorn. Da esso è diviso dal Fieschersattel (3.923 m).

## Salita alla vetta
La via normale di salita si svolge lungo la breve cresta nord-ovest. Essa viene classificata PD.
Come punti di partenza si possono utilizzare i seguenti rifugi:
- Mönchsjochhütte - 3.660 m
- Finsteraarhornhütte - 3.048 m
- Konkordiahütte - 2.850 m